# 상식적 추론
인공 지능(artificial intelligence, AI)에서 상식적 추론(commonsense reasoning)은 인간이 매일 마주치는 일반적인 상황의 유형과 본질에 대한 가정을 하는 인간과 같은 능력이다. 이러한 가정에는 물리적 대상의 본질, 분류학적 속성 및 사람들의 의도에 대한 판단이 포함된다. 상식적 추론을 보이는 장치는 인간의 민속 심리학(fork psychology; 인간의 타고난 사람들의 행동과 의도에 대한 추론 능력) 및 순진한 물리학(naive physics; 인간의 물리적 세계에 대한 자연스러운 이해)과 유사한 결론을 도출할 수 있다.

## 상식적 추론 문제

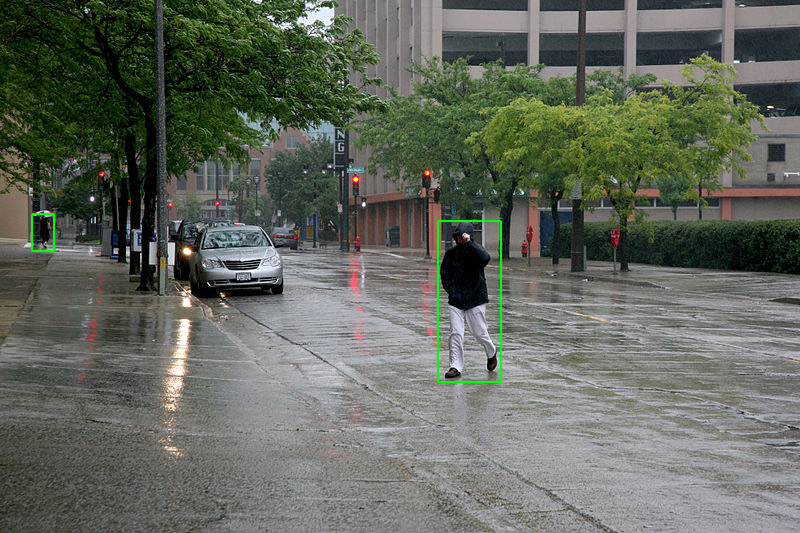
자율주행차 시스템은 신경망을 사용하여 보행자에 대한 이전 훈련 이미지와 일치하는 부분이 그림의 어느 부분인지 확인한 다음, 해당 영역을 느리게 움직이지만 예측할 수 없는 직사각형 프리즘으로 모델링하여 피해야 할 수도 있다.

## 같이 보기
- 대형 언어 모델
- 민속 심리학
- 순진한 물리학
- 굽은 시공간
- 모라벡의 역설